# Saint-Alban-de-Roche
Saint-Alban-de-Roche este o comună în departamentul Isère din sud-estul Franței. În 2009 avea o populație de 1.807 de locuitori.

## Evoluția populației
| An        | 1975  | 1982  | 1990  | 1999  | 2006  | 2009  |
| --------- | ----- | ----- | ----- | ----- | ----- | ----- |
| Populație | 1.070 | 1.289 | 1.545 | 1.760 | 1.881 | 1.807 |